# Sandra Smisek
Sandra Smisek (Francoforte sul Meno, 3 luglio 1977) è un'ex calciatrice tedesca, che giocò nel ruolo sia di centrocampista che di attaccante.
Nei suoi ventuno anni di carriera da professionista ha vinto cinque titoli nazionali, ottenuti con le tre diverse squadre con cui ha giocato, ai quali si aggiungono anche cinque coppe di lega, quattro titoli nazionali indoor e, con l'1. FFC Francoforte, due UEFA Women's Cup, l'allora denominazione del torneo femminile UEFA per club.
Per tredici anni ha inoltre indossato la maglia della nazionale tedesca conquistando tre campionati europei, due mondiali e di una medaglia di bronzo olimpica, giunta nel 2008 come coronamento alla fine della sua lunga carriera.

## Carriera

### Club
Sandra Smisek si appassiona al calcio fin dalla giovane età, decidendo di tesserarsi con il FC Kalbach, società con sede alla periferia settentrionale di Francoforte sul Meno, dove inizia la carriera giocando in C-Jugend, torneo riservato alle formazioni giovanili miste dai 12 ai 14 anni di età. Sopraggiunta l'età massima per giocare con i maschietti in base alle disposizioni della Hessische Fußball-Verband (HFV), federazione che sovraintende le attività calcistiche dell'Assia, Smisek è costretta ad abbandonare il calcio. 
Dopo due anni di inattività coglie l'occasione di fare un provino con la sezione femminile del FSV Francoforte, dove trova la futura compagna Birgit Prinz. Entrata in squadra instaura con Prinz un sodalizio, sancito anche dai soprannomi Keks und Krümel (biscotto e mollica), rimasto fino al 1998 diventando una delle coppie d'attacco più prolifiche della neoistituita Frauen-Bundesliga. Nei sei campionati disputati con i colori del FSV, Smisek condivide con le compagne la conquista di due campionati nazionali, al termine delle stagioni 1994-1995, 1997-1998, di due Coppe di lega, vincendo le finali del 1995 e del 1996, e un campionato indoor, la DFB-Hallenpokal, nella stagione 1994-1995, conquistando, grazie alle 29 reti siglate,  anche il titolo di capocannoniere della stagione 1995-1996 di Bundesliga femminile.
Durante il calciomercato estivo 1998 Smisek decide di lasciare FSV Francoforte stipulando un contratto con il FCR Duisburg 55. Nei tre campionati dove gioca con la maglia biancoverde della società di Duisburg riesce a conquistare un campionato nazionale, al termine della stagione 1999-2000, e sempre nello stesso anno un titolo indoor, lasciando la società al termine della stagione 2001-2000 prima del cambio societario in Fußballclub Rumeln 2001 Duisburg.
Nell'estate 2001 decide di far ritorno al FSV Francoforte, oramai orfana delle migliori giocatrici trasferite nel frattempo ad altre società, e dove grazie alla superiore caratura di Smisek su un organico lontano dai risultati del passato la squadra riesce a competere su livelli di media classifica. Nel gennaio 2005 il Turbine Potsdam mostra un interesse verso l'atleta che però non si concretizza, tuttavia è prologo della partenza di Smisek che lascia la società a fine stagione 2004-2005 per accasarsi dalle rivali cittadine del 1. FFC Francoforte.
Con la nuova società inizia un sodalizio che durerà otto stagioni fino alla fine della carriera. Dalla stagione entrante condivide la maglia bianconera con Prinz, già al 1. FFC Francoforte dall'estate 2002, riformando la coppia che consentì al FSV Francoforte di primeggiare in campionato. Al primo anno condivide con le compagne la vittoria della UEFA Women's Cup, l'allora denominazione per il trofeo UEFA per club femminili, dove al termine della stagione 2005-2006 batte nelle due finali di andata e ritorno le avversarie del Turbine Potsdam, vincendo inoltre il titolo nazionale indoor. La stagione successiva si rivela per Smisek la miglior in carriera, conseguendo il treble di campionato, Frauen-Bundesliga 2006-2007, Coppa di Germania 2007 e UEFA Women's Cup 2007, completando la prestazione anche con il DFB-Hallenpokal indoor. A questa si aggiungono il double, campionato e Coppa, della stagione 2007-2008 e l'ultima Coppa conquistata in carriera al termine del torneo 2010-2011.
Nel maggio 2013 la società annuncia che non le rinnoverà il contratto e Smisek, quasi trentaseienne, decide di interrompere l'attività agonistica.

### Nazionale
Smisek viene convocata dalla Federazione calcistica della Germania per indossare la maglia della nazionale tedesca in occasione dell'amichevole del 13 aprile 1995 vinta per 8-0 sulle avversarie della Polonia, rilevando Patricia Brocker e siglando in quell'occasione anche la sua prima rete. È stata inclusa nel Campionato mondiale femminile di calcio 1995 della squadra guidata dal direttore Le prestazioni espresse convincono il selezionatore Gero Bisanz a inserirla nella rosa delle atlete scelte per rappresentare la Germania al mondiale di Svezia 1995, il suo primo torneo importante, impiegata solamente in un'occasione, durante la finale persa per 2-0 con la Norvegia, dove all'86' sostituisce Maren Meinert.
Bisanz la inserisce nuovamente in rosa nella formazione che partecipa ai Giochi olimpici di Atlanta 1996; la Germania viene però eliminata nella fase a gironi e Smisek non ha occasione di scendere in campo.
Dopo l'avvicendamento tecnico sulla panchina della nazionale tedesca, il nuovo responsabile Tina Theune le concede maggior fiducia inserendola come titolare nella rosa che partecipa al mondiale degli Stati Uniti d'America del 1999, dove al 46' segna anche una delle reti con cui la Germania si impone sul Messico per 6-0, giocando tutte le partite fino ai quarti di finale quando, sconfitte dagli Stati Uniti per 3-2, la squadra è costretta ad abbandonare il torneo.
Smisek viene convocata anche per la fase finale dell'europeo casalingo di Germania 2001, dove nella partita del 27 giugno sigla una doppietta alla Russia,incontro poi concluso per 5-0 per le tedesche, e la rete con cui la Germania supera in semifinale la Norvegia,, conquistando così con tre reti il titolo di capocannoniere del torneo, condiviso con la connazionale Claudia Müller, e aiutando la propria nazionale a conquistare il suo quinto titolo.
Il 1º ottobre 2008 Smisek ha dato il suo addio alla squadra nazionale nella partita di qualificazione del Campionato Europeo tra la Germania e la Svizzera.

## Palmarès

### Club

#### Trofei nazionali
- Campionato tedesco: 5

FSV Francoforte: 1994-1995, 1997-1998
FCR Duisburg 55: 1999-2000
1. FFC Francoforte: 2006-2007, 2007-2008
- Coppa di Germania: 5

FSV Francoforte: 1994-1995, 1995-1996
1. FFC Francoforte: 2006-2007, 2007-2008, 2010-2011
- DFB-Hallenpokal: 4

FSV Francoforte: 1994-1995
FCR Duisburg 55: 1999-2000
1. FFC Francoforte: 2005-2006, 2006-2007

#### Trofei internazionali
- UEFA Women's Cup: 2

1. FFC Francoforte: 2005-2006, 2007-2008

### Nazionale
- Campionato mondiale femminile di calcio: 2

Stati Uniti 2003, Cina 2007
- Campionato europeo femminile di calcio: 3

Norvegia-Svezia 1997, Germania 2001, Inghilterra 2005
- Bronzo olimpico: 1

Pechino 2008

### Individuale
- Capocannoniere del campionato europeo: 1

Germania 2001 (3 reti, ex aequo con Claudia Müller)